# IT-Governance
IT-Governance besteht aus Führung, Organisationsstrukturen und Prozessen, die sicherstellen, dass die Informationstechnik (IT) die Unternehmensstrategie und -ziele unterstützt. Unter IT wird in diesem Zusammenhang die gesamte Infrastruktur verstanden, aber auch die Fähigkeiten und die Organisation, die die IT unterstützen und begründen. IT-Governance liegt in der Verantwortung des Vorstands und des Managements und ist ein wesentlicher Bestandteil der Unternehmensführung.

## Bestandteile
Wesentlicher Bestandteil der IT-Governance ist ein erfolgreiches Business-IT-Alignment. Die Umsetzung von IT-Governance wird durch leistungsfähige und international akzeptierte Verfahren (COBIT, MOF, ISO 20000, ITIL) unterstützt. Diese Werkzeuge können hierarchisch wie folgt betrachtet werden:
- Standard der Corporate Governance: COSO, ISO/IEC 38500:2008
- Übergeordneter Standard und Verbindung zur Corporate Governance: COBIT
- Umsetzung von IT Service Management: ISO 20000, ITIL
- Informationssicherheit: ISO/IEC 2700x und IT-Grundschutz-Kataloge
- Projektmanagement: PMBOK Guide, IPMA ICB und PRINCE2
- Architektur: TOGAF
- Systementwicklung: TickIT und CMMI

## Ziele
Das Hauptziel von IT-Governance ist es, die Anforderungen an die IT sowie die strategische Bedeutung von IT aus Sicht der Kern- und Führungsprozesse im Unternehmen zu verstehen, um den optimalen Betrieb zur Erreichung der Unternehmensziele sicherzustellen und Strategien für die zukünftige Erweiterung des Geschäftsbetriebes zu schaffen. IT-Governance zielt darauf ab, dass Erwartungen an die IT bekannt sind und dass die IT in der Lage ist, diese Erwartungen auch zu erfüllen. Dabei sollen mögliche Risiken entschärft werden.
In diesem Sinne wäre es richtiger, von der Enterprise Governance over IT als von IT-Governance zu sprechen. IT-Governance spielt sich nämlich nicht in der IT-Organisation ab, sondern außerhalb.
Die IT-Governance balanciert im Wesentlichen zwei Bereiche:
- Das Schaffen von Unternehmenswert
- das Minimieren von IT-Risiken

Die Ziele von IT-Governance werden von Analysten folgendermaßen festgelegt:
- Strategische Ausrichtung mit Fokus auf Unternehmenslösungen
- Nutzengenerierung mit Fokus auf die Optimierung der Ausgaben und Bewertung des Nutzens der IT
- Risikomanagement, das sich auf den Schutz des IT-Assets bezieht, unter Berücksichtigung von Disaster Recovery (Wiederanlauf nach Katastrophen) und Fortführung der Unternehmensprozesse im Krisenfall
- Management von Ressourcen, Optimierung von Wissen und Infrastruktur

## Funktionen
- Produktorientierung
- Controlling
- Strategie
- Organisation
- Geschäftsprozessmodellierung
- Architekturmanagement
- Effizienz
- Personalmanagement

## Anwendungsfall
Es geht bei IT-Governance darum, eine gewisse Disziplin der IT in einen besonderen Fokus zu stellen. Dieser Fokus ist besonders für Konzerne oder sehr große Unternehmen interessant, bei denen die IT-Unterstützung für die Geschäftsprozesse eine Dimension angenommen hat, dass man um spezielle Regelungen und Absprachen nicht mehr herumkommt. Dieser Aufwand schlägt sich in Transaktionskosten nieder. Damit diese nicht ausufern, ist es sinnvoll, sich auf einheitliche Standards der IT-Governance zu einigen.
Grundsätzlich soll die IT-Governance einen effektiven und effizienten Rahmen schaffen, um die Geschäftsprozesse eines Unternehmens optimal durch IT unterstützen zu können. Dazu müssen Grundsätze im Unternehmen vorgegeben werden und geeignete Verfahren und Maßnahmen zur Durchsetzung sowohl in der IT, als auch – und sogar wesentlicher – in den Fachbereichen ergriffen werden.
Die IT soll also optimal auf die Geschäftstätigkeit des Konzerns ausgerichtet werden und dabei dem Konzern helfen, dass mit den bereitgestellten IT-Ressourcen ein Konzernoptimum bei Kosten, Qualität und Sicherheit erreicht wird. Daneben wird erwartet, dass Risiken aus der IT-Nutzung eliminiert oder minimiert werden und dass der Nutzen, den die Investition in ein Vorhaben, das durch IT unterstützt wird, auch erreicht wird.
 Föderales Modell 
In diesem Abschnitt wird ein oft in Mischkonzernen vorfindbares IT-Governancemodell, das föderale Modell, dargestellt.
Das föderale Modell entsteht in Konzernen und besonders in Mischkonzernen fast zwangsläufig, weil in diesem Umfeld zentrale und dezentrale Organisationsformen nebeneinander existieren. Dabei lebt die IT wie viele andere Unterstützungsprozesse auch in einem Spannungsfeld. Dieses Spannungsfeld zeichnet sich dadurch aus, dass die IT meist dezentrale Kernprozesse der verschiedenen Geschäftsfelder, Produkte oder Dienstleistungen unterstützen soll, andererseits auch eine zentrale Informationsdrehscheibe bereitstellen soll, die alle Geschäftseinheiten und deren Daten nahtlos miteinander verbindet. Das föderale IT-Governancemodell versucht hier angepasste Strukturen und Gremien zu etablieren, um genau in diesem Spannungsfeld ein Optimum für den Konzern zu erschließen.
In diesem föderalen Modell gibt es drei Parteien mit unterschiedlichen Aufgaben und Rollen. Die Ausprägung und Balance des Modells ist konzernabhängig. Das föderale Modell bewegt sich in der Mitte zwischen einem zentralen und einem dezentralen Organisationsansatz. Je nach Gesamtneigung des Konzerns wird sich auch sein IT-Governancemodell einstellen. Jedoch für alle Konzerne, die ein föderales Modell implementiert haben oder implementieren wollen müssen die grundsätzlichen Aufgaben und Rollen verortet sein.
Das nachfolgende Modell stellt die grundsätzlichen Zuständigkeiten und Regelungsbedürfnisse dar und zeigt eine im föderalen Modell übliche Verortung auf.
Das föderale IT-Governancemodell bei konzerneigener IT-Supply
In diesem Framework gibt es drei Säulen, die untereinander in Balance stehen müssen:
Säule 1: Konzern CIO (übergreifende Steuerung) mit der Verantwortung für die IT-Gesamtplanung im Konzern, Festlegung zentraler IT-Projekte um übergreifende Synergien sicherzustellen, IT-Standards vorzugeben und deren Einhaltung zu überwachen, Festlegung der Sourcingstrategie, Steuerung und Monitoring des IT-Nutzens übergreifend über IT-Demand und IT-Supply.
Säule 2: IT-Demand ist der erste Ansprechpartner der Fachbereiche für IT, verantwortlich für Anforderungsdefinition, Fachkonzepterstellung und fachliche Architektur. Die IT-Demand nimmt IT-Leistungen mit dem Fachbereich von der IT-Supply ab und ist in dieser Funktion eine Art Revisor.
Säule 3: IT-Supply ist der Ansprechpartner für die IT-Demand, verantwortlich für Entwicklung, IT-Betrieb und technische Architektur. Sie berät IT-Demand und CIO zu technischen Innovationen.
Wesentliche Merkmale dieses Modells sind:
- Zentrale Steuerungsaufgaben durch Konzern-CIO
- Dezentrale Unternehmens- oder Bereichs-CIOs als IT-Demandorganisation
- Zentrale IT-Supply mit eigener Verantwortung
- Die IT-Demand ist dezentral von den Konzerngesellschaften verantwortet
- Dezentrale IT-Budgets in den Konzerngesellschaften und für Infrastruktur bei IT-Supply
- Zentrales Budget für zentrale IT-Projekte bei Konzern-CIO
- Koordination über Gremienstrukturen
- Grundsynergien sind in der zentralen IT-Supply erzielbar
- Konzernsynergien, wenn es verbindliche, gemeinsame Standards und Richtlinien gibt

Zu beachtende Erfolgsfaktoren sind:
- Die generellen Erfolgsfaktoren gelten für alle Unternehmen
- Die speziellen Erfolgsfaktoren gelten für alle Unternehmen einer Branche
- Die individuellen Erfolgsfaktoren gelten für ein ganz spezifisches Unternehmen

| Generelle Erfolgsfaktoren | Spezielle Erfolgsfaktoren                           | Individuelle Erfolgsfaktoren          |
| ------------------------- | --------------------------------------------------- | ------------------------------------- |
| Kosten                    | Konsolidierungsfähigkeit Standardisierungsfähigkeit | –                                     |
| Zeit                      | –                                                   | Skalierbarkeit                        |
| Qualität                  | Security                                            | Prozessqualität                       |
| Mitarbeiterzufriedenheit  | Sourcingfähigkeit                                   | Organisatorischer FIT Kultureller FIT |
| Kundenzufriedenheit       | Geschäftsprozessunterstützung                       | –                                     |